# 도카이 지진

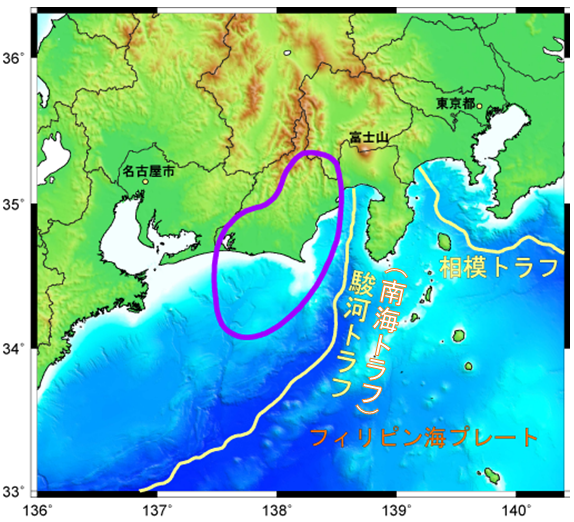
도카이 지진의 예상 발생 영역 (보라색으로 그어진 영역)

도카이 지진(일본어: 東海地震 도카이지신[*])의 뜻은 크게 다음 두 가지로 분류된다.
1. 하마나호 남쪽 해역 엔슈나다 중부에서 시즈오카현 누마즈시 해역의 스루가만에 이르는 스루가 해곡아래 판 경계 지역(섭입대)에서 '2번 용법'에 따른 '도카이 지진' 진원역의 동쪽 지역이 단독으로 단층이 파괴되어 일어나는 것으로 간주되는 해구형 지진. 보통 일본 내에서 상정된 도카이 지진(일본어: 想定東海地震)이나 스루가만 지진(일본어: 駿河湾地震)이라 부른다. 이 용법에선 시오노미사키곶 남쪽 해역에서 하마나호 남쪽 해역을 진원으로 하는 비슷한 지진을 도난카이 지진으로 구분한다. (사진의 E 지역)
2. 시오노곶 남쪽 해역 구마노나다에서 누마즈시 해역의 스루가만에 이르는 난카이 해곡 아래 판 경계에서 일어나는 주기적으로 일어나 향후 일어날 것이라 예측되는 지진. 마지막으로 일어난 지진은 1854년 안세이 도카이 지진이다. (사진의 C, D, E 지역)

보통 도카이 지진이라 하면 둘 중 하나, 혹은 둘 다를 통틀어 말하는 의미로 사용한다. 두 지진 모두 규모 M8 이상급인 것으로 예상된다.
도카이 지진은 원래 구마노나다에서 스루가만까지의 해역(그림의 C, D, E)을 진원역으로 하는 거대지진(2번 용법)만을 의미하고 있었다. 하지만 1944년 일어난 지진이 C, D 영역만 진원역으로 하는 지진임이 밝혀지면서 이후 도난카이 지진으로 구분하기 시작했고, 그로 인하여 지진공백역으로 남은 엔슈나다에서 스루가만에 이르는 영역(그림의 E)를 진원으로 하는 단독 거대지진을 1번 용법으로 구분하기 시작했다. 현재는 엔슈나다에서 스루가만에 이르는 E 영역만을 진원으로 하는 상정된 도카이 지진이나 스루가만 지진을 도카이 지진이라 가리키는 경우도 많아지기 시작했다. 이 문서에서도 일본 정부의 지진조사연구추진본부의 '도카이 지진' 용례에 따라 1번 용법에 따른 도카이 지진을 중심으로 설명한다.
1번 용법에 따른 이른바 상정된 도카이 지진은 1970년대부터 일본 내에서 주목받기 시작하면서 프리슬립(pre-slip) 현상 감지를 통해 지진 발생 직전 예지에 근거한 지진 예견 체제와 방재 운동을 전개하고 있다. 도카이 지진이 마지막으로 일어난 지 약 150년 후인 1990년대에서 2000년대 사이 여러 연구자들이 다양한 시각으로 발생 시기가 다가왔다고 연구했으며 특이한 지진 활동인 저주파 지진, 프리슬립 등이 잇다라 보고되었으나 상정된 도카이 지진이 일어나진 않았다. 후술할 바와 같이 도카이 지진 단독 발생 사례가 없는 것에 근거하여 최근에는 다시 '항상 도난카이 지진-난카이 지진과 연동하여 일어난다는 설'도 재검토되고 있다.
문헌이나 지질학적 조사를 통해 추정한 역사지진에서 안세이 도카이 지진 등 피해가 매우 큰 '도카이 지진'이라 불리는 지진은 모두 1번 용법에 따른 상정된 도카이 지진과 도난카이 지진의 진원역이 합쳐진 진원역에서 동시에 거대지진이 일어날 것(즉 2번 용법에 따른 지진)으로 간주하여 '상정된 도카이 지진'과 도난카이 지진을 구분하는 것은 근거가 명확하지 않다는 비판도 있다. 하지만 도난카이 지진의 진원역에만 거대지진이 일어나 상정된 도카이 지진의 진원역에선 과거 오랫동안 거대지진이 없었던 시기도 있었기 때문에 둘의 구분을 지지하는 학자들도 있다.

## 도카이 지진설

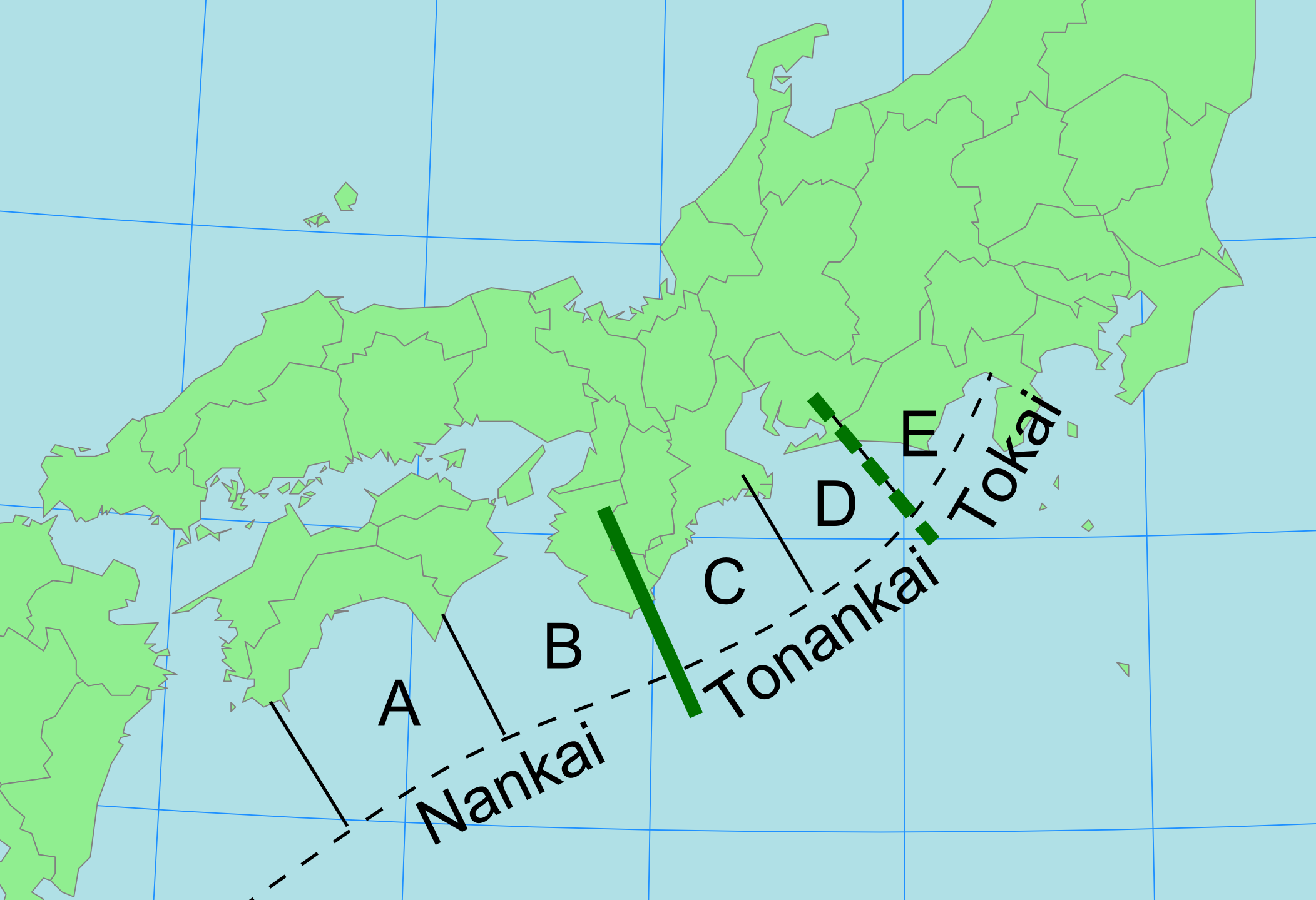
도카이·도난카이·난카이 지진의 진원역

도카이 지진의 진원역이 되는 스루가 해곡은 유라시아판과 필리핀해판의 경계인 난카이 해곡의 동북쪽 일부에 해당한다. 도카이 지진은 태평양 벨트의 중심부인 도카이 벨트에 일어나는 지진으로 피해가 엄청난 규모가 될 것으로 추정되어 일본 정부는 다양한 대책을 세우고 있다. 1978년 대규모지진대책특별조치법을 제정하였으며 그 중 시즈오카현을 중심으로 한 지진방재대책강화지역을 설정하여 체적변형률 측정기와 GPS 등의 관측기기를 집중적으로 설치하여 세계적으로도 유례가 없는 경계선언을 중심으로 한 '단기직전예지를 전제로 한 지진 대책'을 세우게 된다. 이후 20년간 관측 데이터의 축적과 기술의 향상으로 상정 지역 재검토를 통해 2002년에는 지진방재대책강화지역이 아이치현과 나가노현으로 확장되었다. 미래에 반드시 일어날 지진으로 여겨지기 때문에 피해를 최소화하기 위해 일본 각 행정기관은 관민재해대책을 준비하고 있으며 종종 '모월 모일 도카이 지진이 일어난다'는 등의 루머가 퍼지기도 한다.
일본 주변엔 도카이 지진 외에도 도난카이 지진, 난카이 지진의 원인이 되는 난카이 해곡과 홋카이도 태평양 연안에 있는 쿠릴-캄차카 해구, 도호쿠 지방 태평양 해역 지역의 일본 해구 지역에서 해구형 지진이 일어나지만 도카이 지진에서만 위와 같은 특별감시체제와 지진대책을 세우고 있다. 이는 1854년 안세이 도카이 지진이 일어난 후 진원역 중 도난카이 지역(기이반도 해역-엔슈나다)에선 90년 후인 1944년 쇼와 도난카이 지진이 일어나 판의 왜곡이 해소되었다곤 하나 도카이 지진의 진원역(엔슈나다-스루가만 판경계)에선 지진이 일어나지 않아 왜곡이 축적되어 남아 있다는 설이 나오면서 시작된 것이다. 실제로 스루가만 근방의 지질 조사 결과 스루가만 지역 주변엔 지각에 왜곡받은 에너지가 축적되어 있다는 것이 밝혀졌다.
1969년 당시 도쿄 대학 교수였던 모기 기요가 엔슈나다에서 처음으로 지진이 일어날 가능성을 지적하였으나 안세이 도카이 지진의 고문서에서 스루가만 안쪽에서 진도7급의 흔들림이 있었다는 추정에서 엔슈나다가 진원일 것이라 추측하는 모순이 있었다. 1976년엔 당시 도쿄 대학 지진연구소의 하토리 도쿠타로가 안세이 도카이 지진의 해일파원역이 스루가만 해역에 이른다고 추정했다. 이어 당시 도쿄 대학 지진연구소의 이시바시 가쓰히코는 도카이 지진설의 결정타라 할 수 있는 '스루가만 지진설'을 제창하였다. 안세이 도카이 지진은 스루가만 서해안에서 지반 융기를 일으켰다는 것을 밝혀내 추정된 진도와 쓰나미 데이터를 합치면 진원역이 스루가만 안쪽에도 존재한다 추정했으며, 1707년 호에이 지진에서도 마찬가지로 스루가만 안쪽까지 진원역이라 주장하고 구체적 단층 모델도 제시했다. 이 '상정한' 도카이 지진이 발생할 경우 시즈오카현을 중심으로 막대한 피해를 입으며 도카이도 신칸센과 도카이도 본선, 국도 제1호선과 도메이 고속도로 등 일본 주요 교통망이 파괴되어 큰 영향을 미칠 것이 우려되므로 지진 대책을 확립해야 하고 지진 예지 체제를 갖추어야 한다고 주장했다.
2011년 동일본 대지진이 예상을 웃도는 모멘트 규모 Mw9.1인데 반해 프리슬립 현상을 관측하지 못한 것을 두고 2011년 4월 26일 지진예지연락회 시마자키 구니히코 회장은 '판의 상황이 다르며 이번 결과에서 도카이 지진을 예지할 수 없다는 것은 아니다'라고 말했다. 하지만 예지할 수 있다는 전제에서 벗어나 예지 없이 지진이 일어나는 상황도 가정하여 대책을 세워야 한다는 의견도 나오고 있다. 특히 정부나 행정계에서 '지진 예지에 막대한 예산을 쏟아붓는 것 보다 화재 진화 등 방재 분야에 예산을 더 투입해야 한다'는 주장과도 갈등을 빚고 있다. 또한 도카이 지진에만 관심이 쏠리면서 일본 내 다른 지역에 일어날 수 있는 다른 지진에 대한 관심이 줄어드며, 방재 예산이 시즈오카현으로 집중되는 현상에 대한 비판도 나오고 있다.
2011년 3월 동일본대지진이 일어난 후 난카이 해곡에서 일어날 수 있는 거대지진과 피해 규모에 대한 추정에 대해 재검토를 하고 있다. 2011년 12월 중앙방재회의가 발표한 '난카이 해곡 거대지진 모델 검토회' 중간보고서에선 난카이 해곡에서 일어날 수 있는 3연동 거대지진의 최대 규모를 해구 얉은 지역의 큰 미끄러짐과 해구 깊은 지역의 미끄러짐이 합쳐져 진원역이 기존에 추측하던 영역의 2배 이상 확대되어 잠정적으로 Mw9.0으로 나왔다. 이 검토회를 근거로 2013년 5월 24일 난카이 해곡의 지진 장기 평가 (제2판)이 공표되었다.

## 도카이 지진설의 변천

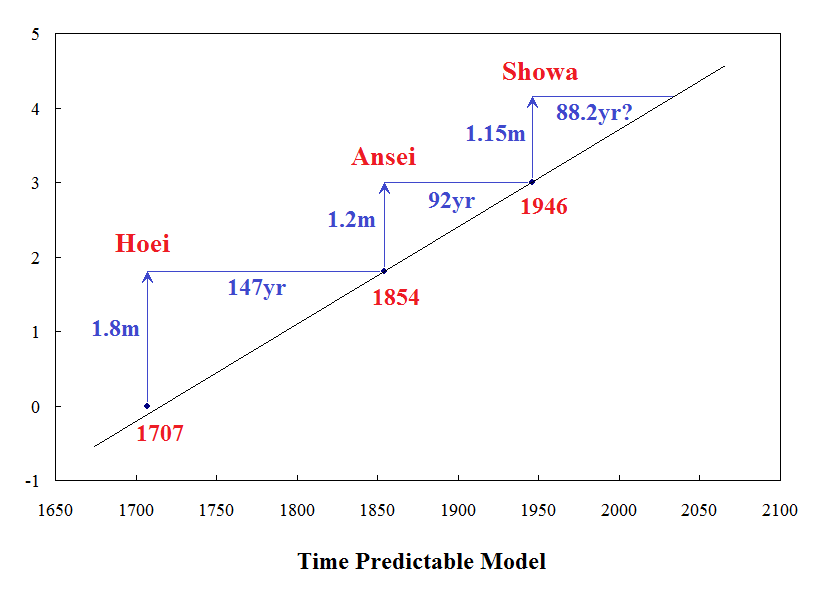
1977년 이시바시 교수가 처음 만든 선형 지진주기모델에 따른 호에이, 안세이, 쇼와 도카이/도난카이 지진의 발생 주기 그래프. 쇼와 지진 다음번 난카이 해곡의 지진은 약 88.2년 후인 2030년 경으로 추정하였다.

### 1970년대
스루가만에서만 단독으로 도카이 지진이 발생한 과거 기록이 없었기 때문에, 1970년대엔 21세기 중후반경에 다음 도난카이-난카이 지진과 연동하여 도카이 지진이 일어날 것이라는 설이 있었다. 1976년 8월 23일 제34회 지진예지연락회 회의에서 당시 도쿄 대학 교수였던 아사다 사토시는 "부회의원에 따르면 스루가만은 독립적으로 지진을 일으키지 않는다는 의견이 있고 이에 따르면 지진은 100년 후에나 일어날지 모른다. 10년 이내에 지진이 일어난다거나 100년 후 언제 일어날 지 지구물리학적으로는 명확히 말할 수 없다"고 보고했다.
이시바시 교수가 일반인들에게 도카이 지진을 설명할 때 "53장의 카드를 몇년에 한 장 비율로 뽑고 있고 41장을 뽑았지만 아직 조커(지진)가 나오지 않았다. 이제 12장밖에 남지 않았기 때문에 다음번에 바로 조커가 나와도 이상하지 않지만 마지막 장을 뽑을 때까지 조커가 나오지 않을 수 있다."라고 비유했다. 또한 1994년 저서에선 "도카이 지진은 다음 세기(21세기) 중반에 있을 난카이 지진이 있을 때까지 미뤄질 수도 있을 가능성도 부정할 순 없다. 정공으로 이를 파악하는 법은 진원 단층면상에서 파괴강도와 응력수준분포를 정확히 알면 가능하지만 이는 현실적으로 불가능하다."라고 말하기도 했다. 이처럼 난카이 해곡에서 일어날 지진은 도카이 지진 단독으로 발생할 가능성은 거의 없다 보고 이에 대한 방재 대책을 추진해왔다.

### 2000년대
1970년대 이후 도카이 지진설이 나오고 나서 '내일 일어날 수도 있다'고 언론이 강조해온지 30년 이상이 지났으나 도카이 지진은 오지 않았다. 몇몇 학자들은 "도카이 지진은 환상의 지진이다. 내일 일어나면 신기하다"라며 비아냥거리기도 했다.
2001년 일본 중앙방재회의는 처음으로 난카이 해곡의 지진 발생 가능성에 대해 중점적으로 분석하여 "난카이 해곡 지진 장기발생평가"라는 보고서를 내놓았다. 이 보고서에서는 "상정된 도카이 지진"을 별도로 언급하면서 보고서 작성 기준 미래에 일어날 지진은 이 도카이 지진이 될 우려가 높다고 하였으나, 자료 부족과 당시 도카이 지진이라는 단어의 정의가 모호하여 지진 발생 확률이나 구체적인 지진 발생 정보를 알 수는 없다고 발표하였다.
2006년 3월 27일자 시즈오카 신문에 개제된 이시바시 교수의 인터뷰 기사에서도 "도카이 대지진설의 가장 큰 '실수'는 1976년에 도카이 지진의 위험성을 너무 과장했다는 것이다"라고 언급했다. 하지만 도카이 지진 발생 매커니즘 및 발생 시기 예측 연구가 전무했으며 특히 "1940년대 도카이 지진이 일어나지 않았기 때문에 도카이 지진은 언제든 일어날 것"이라는 이론에 대해서만 재검토해야 한다는 의미의 발언이었다. 시즈오카 신문 기사는 '도카이 지진설' 자체가 실수였다는 오해를 부를 수도 있었던 제목이었기 때문에 이시바시 교수는 즉시 자신의 홈페이지를 통해 "이 기사는 내 견해를 제대로 전달한 것이 아니다. 부정확한 내용과 감정적인 제목으로 내 생각과는 전혀 다른 기사가 되었다. 도카이 지진은 당분간(또는 영원히) 오지 않을 것이다고 하는 등 지금까지의 대책은 낭비였다는 오해를 일으켜 도카이 지진에 대비하는 여러 행정, 민간 개인, 연구자들 노력에 찬물을 끼얹어선 안된다. 도카이 지진의 위험성은 여전히 부인할 수 없고 지금까지의 노력은 앞으로도 계속되어야 하므로 이 기사는 '오보'라고조차 말할 수 없다."라고 말했다. 그는 이어 "1976년 시점에서의 해석이 결과적으로 잘못된 것은 분명하다. 나는 이를 인정하나 나머지는 인정할 것도 없다"고 말했다.
21세기부턴 21세기 중후반에 일어날 도난카이/난카이 지진과 거의 동시에 일어날 것이라는 견해가 주류이나 다른 한편으로는 현재 연구 수준으로는 알 수 없으며 도카이 지진만 단독으로 올 순 없다라고 단언할 순 없다는 연구도 있다. 일본 문부과학성의 지진조사연구추진본부에선 2011년 시점에서 향후 30년 이내 도카이 지진이 올 확률이 87%라고 했으나 다음과 같은 주석을 달았다.
상정된 도카이 지진의 진원역이 단독으로 단층파괴를 한 사례는 알려져 있지 않기 때문에 과거의 사례를 연구하여 발생 빈도를 추정하는 지금까지의 장기 평가 방법으로는 도카이 지진의 발생 확률을 구할 수 없다. 하지만 지진조사연구추진본부에선 확률론적 지진 예측 지도를 작성함에 있어 도카이 지진의 발생 확률이 필요하기 때문에 다음 조건으로 구하였다.
- 평균 활동 간격은 '난카이 해곡의 장기 지진 평가'에서 가정한 도카이 지진 진원역의 전체 또는 일부 지역이 활동했다고 써진 1498년 메이오 지진, 1605년 게이초 지진, 1707년 호에이 지진, 1854년 안세이 도카이 지진 4개 지진의 발생 간격 평균치인 118.8년으로 가정했다.
- 가장 최근의 활동 시기는 1854년 안세이 도카이 지진으로 하였다.
- 평균 활동 간격의 오차를 나타내는 매개변수는 장기 평가가 이루어지는 도난카이 지진과 같은 0.20을 사용했다.
- 인접 지역과 연동하는 경우와 단독으로 발생하는 경우가 동일한 발생 간격을 가지고 있다고 가정했다.

도카이 지진은 인접한 영역에서의 지진과의 연동지진 발생 매커니즘이 밝혀져 있지 않기 때문에 발생 확률을 구하기 위해선 다음과 같은 몇 가지 가정을 해야만 한다. 따라서 장기 평가 결과를 공표하고 있는 다른 해구형 지진의 발생 확률과 같은 정도의 신뢰성은 없다는 점을 명심해야 한다.— 일본 지진조사연구추진본부 장기평과결과목록 (2011년 1월 11일 발표)

위를 통해 분석한 도카이 지진 발생 확률은 다음과 같다. 이 확률은 2011년 마지막으로 계산한 확률이며, 2013년 이후에는 유효하지 않은 확률이다.
| 구역        | 양상           | 규모(M)   | 평가 시점에서 30년내 발생 확률 | 평가 시점에서 30년내 발생 확률 |
| 구역        | 양상           | 규모(M)   | 2001년 1월 1일                 | 2011년 1월 1일                 |
| ----------- | -------------- | --------- | ------------------------------ | ------------------------------ |
| 도카이 지진 | 판 경계간 지진 | M8.0 정도 | -                              | 87% 정도 (참고치)              |

### 2013년 이후
지진조사연구추진본부는 2011년 동일본대지진을 경험한 후 과거의 난카이 해곡 거대지진에 대한 새로운 연구 결과를 종합하여 2013년 5월 새로운 장기평가결과를 발표했다.
난카이 해곡에서 일어나는 지진은 이전의 장기평가에서 가정한 것과 같은 "지진은 거의 같은 영역에서 주기적으로 일어난다"라는 고유지진 모델로는 이해할 수 없으며 다양한 패턴의 지진이 일어나는 것으로 알려져 있다. (중략) 따라서 다음에 일어날 지진의 진원역 확산을 정확히 예측하는 것은 현재의 과학적 지식으로는 불가능하다.— 난카이 해곡 지진 활동의 장기평가(제2판)에 대하여 (2013년 5월 24일 발표)

이 때문에 미래의 지진 발생 확률을 난카이 해곡 전역을 하나로 묶어 평가하고 있으며 30년 내에 규모 M8-9급의 지진이 올 확률은 2013년 기준 60-70%라 발표하였다. 일본 지진조사연구추진본부에서는 2013년까지 도카이/도난카이/난카이 단독 지진만의 확률을 계산하고 있었으며 세 지진의 연동형 지진 확률에 대해서는 평가하고 있지 않고 있다. 즉 난카이 해곡의 규모 M8-9급의 판 경계간 지진으로 전체적으로만 평가하며 최대 규모의 지진에 대해서는 평가할 수 없다고 발표하였다. 난카이 해곡에서 일어나는 난카이 해곡 거대지진의 발생 확률은 다음과 같다.
| 구역        | 지진 종류      | 규모(M)   | 2014년 1월 1일 기준 | 2024년 1월 1일 기준 |
| 구역        | 지진 종류      | 규모(M)   | 30년 내 발생 확률   | 30년 내 발생 확률   |
| ----------- | -------------- | --------- | ------------------- | ------------------- |
| 난카이 해곡 | 판 경계간 지진 | M8-9 규모 | 약 70%              | 70% - 80%           |

## 주요 지진 목록
역사적으로 "도카이 지진"이라는 이름은 현재의 도난카이 지진의 진원역을 포함하는 경우도 많으므로(용법 2의 도카이 지진) 주의할 필요가 있다.
현재는 일본 내에서 법률상으로나 언론 보도에서 "도카이 지진"을 독립적으로, "도난카이/난카이 지진"은 하나로 묶어 다루고 있다. 하지만 국제 지진학적으로 스루가만에서 발생하는 도카이 지진, 아이치현과 미에현 앞바다에서 발생하는 도난카이 지진, 와카야마현 구시모토정과 시코쿠 앞바다에서 발생하는 난카이 지진의 셋으로 구분하고 있으며 도난카이와 난카이 지진은 단독으로 일어나는 경우도 있지만, 도카이 지진과 도난카이 지진이 함께 일어나거나 세 종류의 지진이 동시에 일어나기도 한다. 또한 이와 다른 패턴의 지진이 일어날 가능성도 많다.
게이초 지진 이후는 그레고리력을, 메이오 지진 이전은 율리우스력을 사용한다.(괄호 안은 그레고리력으로 쓴다.) 지진 규모는 우사미(宇佐美, 2003)이 추정한 값이며 쇼와 시대 지진은 일본 기상청의 값을 인용한다. 고대의 지진은 단편적인 기록밖에 없어 정확성도 낮고 모멘트 규모도 알 수 없다.
아래 목록은 도카이 지진으로 구분되는 지진의 목록이다. 하지만 위에서 설명했다시피 학계에서는 도카이 지진만을 별도로 구분할 수 없고 난카이 해곡 거대지진이라는 큰 범주로 묶기 때문에 지진이 일어난 것으로 추정하는 각각의 세그먼트에 해당되는 영역을 도카이 영역, 도난카이 영역, 난카이 영역으로 구분하여 표기한다.
- 684년 11월 26일(11월 29일, 덴무 13년) 하쿠호 지진. (도카이 도난카이 난카이 연동으로 추정) M8.25
  - 산사태가 일어나고 가옥과 사찰 다수가 붕괴하였다.[39]
  - 일본서기의 기록에선 산사태나 쓰나미 기록에선 난카이도에 지진이 일어났을 것이라 기록했으나 영주급 집이나 사원, 신사가 다수 붕괴되었다고 기록하고 있으며 지질 조사 결과 도카이 해역에서도 같은 시기에 지진이 일어난 것으로 추정된다.[40] 시즈오카시 유역의 유적에선 7세기 후반 모래층 흔적이 남아있으며 도카이 지진의 진원역에 일어난 지진으로 생긴 것으로 추정된다.[41]
- 887년 8월 22일(8월 26일, 닌나 3년) 닌나 지진. (도카이 도난카이 난카이 연동으로 추정) M8.0-8.5
  - 교토에서 민가와 관가의 붕괴로 압사자가 다수 발생했다. 특히 셋쓰에서의 피해가 컸다고 한다.
  - 일본삼대실록에선 기나이의 막대한 피해 기록을 통해 도난카이 지역에 지진이 일어났을 것이라 기록했으나 오기칠도에서 모두 지진을 경험했다는 기록과 지질 기록을 합쳐 추산하면 도카이 해역에서도 동시기 지진이 일어난 것으로 추정된다. 시즈오카현 후지시 우키시마가하라 저지대에선 단층 활동으로 인한 수위 상승 기록이 존재한다.[42]
  - 야쓰가타케산이 붕괴되어 오쓰강에 폐색호가 만들어졌다. 폐색호는 이듬해 6월 경에 붕괴되어 파편을 만들어내고 치쿠마강 유역에 홍수를 일으켰다는 기록이 있다.[43][44][45]
- 1096년 12월 11일(12월 17일, 가호 3년) 에이초 지진. (도카이 도난카이 연동으로 추정) M8.0-8.5
  - 황거의 대극전이 피해를 입었다. 도다이지의 큰 종이 떨어지고 오미국의 세이타 다리가 붕괴되었다. 해일로 스루가의 민가와 사찰 400여 채가 유실되었다. 기나이, 비와호, 이비강 유역에 강한 진동을 느꼈으며 스루가만에 막대한 해일 피해를 입었다는 기록을 통해 도카이 해역에 지진이 일어났다고 추정하고 있다.[18][46]
  - 에이초 지진 2년 2개월 후 코와 지진이라는 이름의 난카이 지진이 일어났던 것으로 추정되나 그 존재에 관해선 논쟁이 계속되고 있다.[47]
- 1498년 9월 11일(9월 20일, 메이오 7년) 메이오 지진. (도카이 도난카이 연동으로 추정) M8.0-8.5
  - 기이국에서 보소반도와 가이국까지 지진의 진동을 느꼈으며 가마쿠라시의 고토쿠인의 대불전이 해일에 휩쓸려 하나마호 앞바다로 유실되었다. 지진 피해보다 쓰나미의 피해가 더 컸으며 이세국 오미나토에선 주택 1,000여채가 붕괴디었으며 익사자만 5,000명 이상이었다. 이세국 시마에선 익사자 10,000명 이상으로 기록되어 있으며 임수원기록(林叟院記録), 지태군지(志太郡誌) 등의 고서에선 총 익사자 26,000명 이상으로 추정하고 있다.
  - 지질 조사에서는 거의 같은 시기 난카이 해역에 지진이 일어났다 추정하고 있으며 1498년 휴가나다 지진이 난카이 해역 지진과 연관되어 있다는 설도 있다.
- 1707년 10월 28일(호에이 4년) 호에이 지진. (도카이 도난카이 난카이 연동으로 추정) M8.6
  - 도카이·도난카이·난카이 지진이 동시에 발생했으며 규모는 M8.4-8.6으로 추정된다. 호에이 지진 49일 후에 후지산이 분화하여 호에이산 분화구가 만들어졌다.(호에이 대분화 참조) 사망자는 2만여명이고 가옥 붕괴가 6만채 이상이었으며 도사를 중심으로 큰 해일이 덮쳤다.
  - 안세이 도카이 지진처럼 진원역에 스루가만이 들어가지 않는다는 주장도 있다.[48][49][50]
- 1854년 12월 23일(가에이 7년) 안세이 도카이 지진. (도카이 도난카이 연동) M8.4
  - 진원역에 스루가만 안쪽 육지도 포함된 것으로 추정되며 강진을 느낀 영역이 광범위하고 후지강 하구 부근에 '지진산'이라 부르는 큰 단층이 만들어졌다.[51] 사망자는 2-3,000명으로 추정되며 붕괴 및 소실된 주택이 3만채 이상에 달했다. 가케가와성이 붕괴되는 피해를 입었다.
  - 바닷가 주변에 지각변동이 있었으며 스루가만에서 해수면이 높아져서 쓰나미가 일어났다는 목격이 기록되어 있어 스루가만에 단층이 생겼다는 모델이 지지받고 있다.[18][19][20]
  - 안세이 도카이 지진 32시간 후 안세이 난카이 지진이 일어났다.

아래의 지진 목록은 도난카이 지진의 진원역에서 일어난 지진으로 도카이 지진의 주기로 꼽히지 않는 지진이다.
- 1361년 7월 26일(8월 3일, 쇼헤이 16년, 고안 원년) 쇼헤이 지진.  (도난카이 난카이 연동으로 추정) M8.25-8.5
  - 태평기 등의 기록에선 1361년 난카이 해역에서 지진이 발생했다고 기록되어 있다. 또한 이 시기를 전후하여 도카이 해역에 지진이 일어났을 것이라 추정하는 학자들도 있다.[52][53] 스루가만이 진원역에 포함되었는지는 불명이다. 이세 신궁의 신궁문서 기록에선 도난카이 지진의 진원역에서도 지진이 일어났던 것으로 추정된다.[54][55]
- 1944년 12월 7일(쇼와 19년) 쇼와 도난카이 지진 M7.9(Mw8.2)
  - 진원역은 시마반도 남남동쪽 해역 20km 해저이다. 아이치현을 중심으로 기이반도에 걸친 연안 지역에 대규모 피해를 입힌 지진이었으나 태평양 전쟁 시기 당시 보도통제로 상세한 보도가 이뤄지지 않았다. 쇼와 도난카이 지진에선 스루가만 지역의 단층이 파괴되지 않았다. 시즈오카현, 아이치현, 미에현을 중심으로 사망자 및 실종자 1,223명, 가옥 붕괴 17,599채, 주택 유실 2,129채의 피해를 입었다.
  - 도난카이 지진 2년 후인 1946년(쇼와 21년) 12월 21일 쇼와 난카이 지진이 일어났다.

아래의 지진 목록은 도카이 지진의 진원역을 포함한 난카이 해곡 거대지진의 일부로 추정되는 이론이 있는 지진이다.
- 1200년대 발생한 지진
  - 1185년 또는 1233년 난카이 해역에서 지진이 일어났을 것을 추정된다. 진원역에 도난카이 해역이 포함되었는지는 알 수 없으나[53] 시즈오카시의 아게쓰시 유적에서 가마쿠라 시대 땅이 갈라져 있고 정단층의 흔적이 있는 것을 보아 도카이 지진의 진원역이 이 지진의 진원역에 속해 있는 것으로 추정된다.[41]
- 1331년 8월 11일(8월 19일, 겐코 원년) 일어난 스루가 지진이 도카이 지진과 관련이 깊다는 설도 존재한다.[56]
  - 이시바시 가쓰히코(石橋克彦, 1999)는 겐코 원년 지진의 존재에 대해 의문을 제기하였다.[57]
- 1360년 11월 13일(11월 21일, 쇼헤이 15년, 엔분 6년) 지진
  - 1360년 지진을 '쇼헤이 도카이 지진'으로 간주한 적도 있었으나[58] 사료 기록이 불완전하여 지진의 존재에 대해서 의문이 들고 있다.[38][59][60]
- 1605년 2월 3일(게이초 9년) 게이초 지진. (도카이 도난카이 난카이 연동으로 추정) M7.9
  - 이누보곶에서 규슈까지 태평양 연안 지역에 쓰나미가 강타하여 하치조섬에서 57명이 사망하고 기이반도 서안 히로무라에선 주택 700여채가 유실되었다. 아와시시쿠이에선 1,500명이 사망하고 도사고노우라에선 350명이 사망하고 무로토미사키곶 부근에선 400명 이상이 사망했다.
  - 지진조사연구추진본부의 2001년 시점 지진장기평가에선 난카이 해곡 거대지진의 일부로 평가했으나[61] 먼거리에서 온 쓰나미일 가능성도 부정할 수 없다는 견해와[62] 난카이 해곡 거대지진이 아니라는 견해도 존재한다.[63]
  - 고문서에 도카이 지방에서 강진이 있었다는 확실한 기록이 발견되지 않아, 최소한 게이초 도카이 지진은 존재하지 않았다는 견해도 있다.[64]

## 도카이 지진 직전예지체제 및 조치

### 지진 예지 가능성

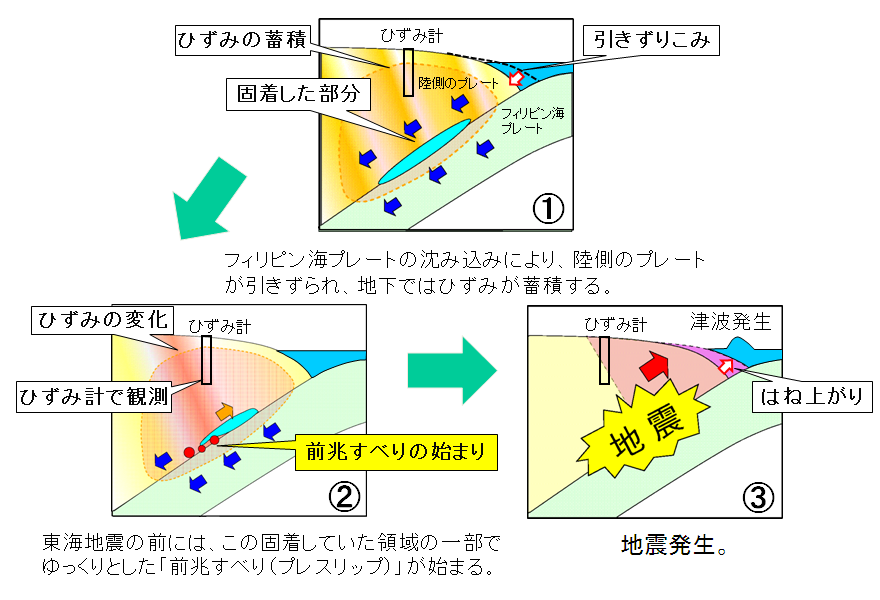
프리슬립의 메커니즘

도카이 지진 예측 가능성의 근거는 1944년 도난카이 지진 발생 직전 이마무라 아키쓰네의 요청으로 시행된 측량에서 일반적으로 나올 수 없는 오차의 지각변동이 관측되었고, 이 오차는 본진 직전 단층이 약간씩 미끄러지는 프리슬립 현상으로 보이는 것으로 이를 통해 지진을 예지할 수 있다는 주장이다.
수준점 측량에서 지진이 발생하지 않는 평상시 가케가와시를 기준으로 오마에곶은 4-5mm/year로 침강을 하고 있었으나, 본진 직전엔 역으로 침강 속도가 줄어들다 융기로 돌아선 것을 통해 지진을 예측할 수 있다 보고 있다. 일본 기상청은 가케가와시에서 오마에곶 사이 지역을 중심으로 도카이 지역 곳곳에 체적변형률계를 설치하여 24시간 지각변동을 감시하고 있다. 하지만 전조 현상인 프리슬립을 항상 지진 직전에 감지할 수 있는 것은 아니며 도카이 지진이 일어나는 날이 거의 다 왔는지를 판단하는 근거 자료 또한 불문명하고 빈약한 점이 많아 도카이 지진을 반드시 예지할 순 없다고 주장하는 학자들도 많다.

### 지진방재대책강화지역
지진방재대책강화지역은 지진 흔들림 피해가 매우 크며 진도6약 이상이 닥치거나, 20분 이내에 해안에서 3m 이상, 지상에서 2m 이상 등 높은 쓰나미가 들이닥칠 우려가 큰 지역에 대해 설정되어 강화지역에 대해 여러 지진 대책이 시행된다.

### 도카이 지진 관련 정보
일본 기상청은 도카이 지진의 발생을 예견하기 위해 관계 기관의 협력도 얻어 지진과 지각 변동 등의 관측망을 구축하여 24시간 감시하고있다. 정기적으로 평가를 실시한 결과 나 이상 데이터가 관측 된 경우에는 방재 행동에 도움을 주는 "도카이 지진 관련 정보"를 발표한다. 이 정보는 다음의 3종류가 있다.
| 정보의 종류           | 해설 |
| --------------------- | --- |
| 도카이 지진 조사 정보 | 이 정보는 관측 된 현상이 바로 지진의 전조 현상이라고 판단 할 수 없는 경우 또는 전조 현상과는 무관 한 것으로 판명 될 경우 (모두 임시이다) 매월 1회 정례 지진방재대책강화지역판정회의 후 기자 회견 (정례)에서 발표된다. 이 단계에서는 아직 도카이 지진의 발생 가능성이 상대적으로 낮기 때문에 지자체와 방재 기관 등은 정보 수집 체제를 강화하지만, 주변 주민들은 평소처럼 생활하는 것이 가능하다. |
| 도카이 지진 주의 정보 | 이 정보는 관측 된 현상이 지진의 전조 현상 일 가능성이 높은 경우 또는 도카이 지진 조사 정보가 발표 된 후 관찰 된 현상이 지진의 전조 현상 일 가능성이 높아진 경우 발표 된다. 이 단계에서는 주변의 주민들은 정부와 지자체 등의 정보에주의하고 행동해야한다. |
| 도카이 지진 예지 정보 | 이 정보는 도카이 지진의 발생의 우려가 있다고 판단되는 경우에 발표된다. 지진이 일어날 가능성이 높다고 판단 된 경우 일본 총리는 대규모지진대책특별조치법에 따라 경계선언을 발령한다. 경계선언이 발령 된 경우 지진 방재 응급 대책 등이 실시된다. 이 단계에서는 도카이 지방 등에서는, 강제력을 동반 한 주민 대피와 교통 규제 등 대규모 대책이 실시된다.                                             |

### 원자력발전소
위의 지진방재대책강화지역 내엔 유일한 원자력 발전소로 주부 전력의 하마오카 원자력 발전소가 존재하나 지진 발생 시 운전중지규정이 존재하지 않는다. 하마오카 원전은 이전부터 내진성 논란이 계속되었으나 2011년 3월 11일 도호쿠 지방 태평양 해역 지진(동일본대지진)으로 후쿠시마 제1 원자력 발전소 사고가 발생한 이유 안전 논란이 거세졌다. 결국 2011년 5월 6일 일본의 내각총리대신 간 나오토는 주부 전력에 안전성이 확보될 때까지 하마오카 원자력 발전소 내 모든 원자로를 가동 중지시키도록 요구했다. 이에 주부 전력은 5월 13일 가동중인 4호기를, 5월 14일 5호기를 중지시키며 원전 내 모든 원자로를 가동 중지시켰다. 또한 정기 검사를 위해 정지중이던 3호기도 가동을 보류하기로 하였다.

## 예방과 방재

### 진원역 가정

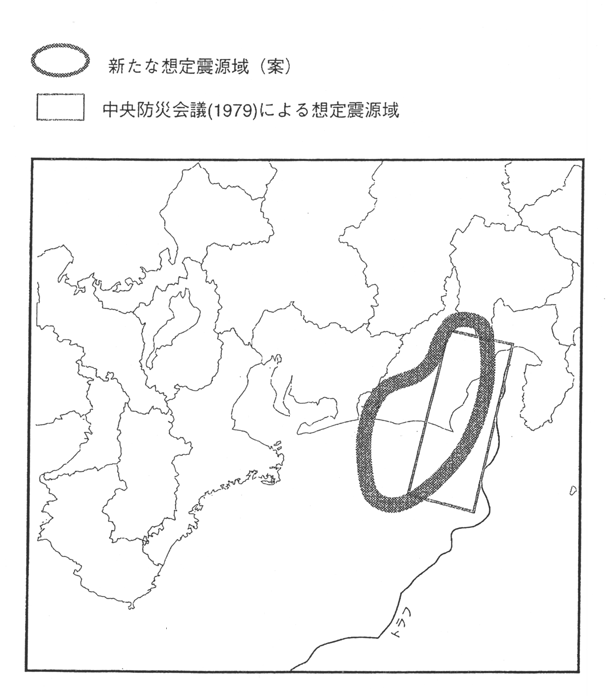
지진조사위원회가 1979년과 2001년 추정한, 상정된 도카이 지진의 진원지 모델. 직사각형 모양 구역이 1979년 추정한 진원지이며, 진한 검은색으로 칠한 곡선 영역이 2001년 추정한 진원지이다.

1979년 중앙방재회의는 도카이 지진의 예상 진앙을 시즈오카현 후지시에서 서쪽으로 50km, 거기서 남남서쪽으로 100km, 다시 동쪽으로 50km, 다시 북북동쪽으로 100km를 가 이어 그린 평행사변형을 범위로 하는 지역으로 잡았다. 지진학자들 사이에서는 야마나시현 난부정-오이강 중류-가케가와시-하마마쓰시 해안가-하마나호 남쪽 인근 앞바다-하마나호 남쪽 해역 80km 지점을 선으로 그은 후 동남쪽으로 크게 호를 그어 다시 난부정까지 이은 계란형 모양을 진원역이라 가정하고 있다. 2001년 중앙방재회의에서는 진원역을 지진학자들이 검토했던 진원역과 거의 겹치는 직사각형 모양의 지역으로 잡아 계산하였다. 이 진원역 모두 스루가만에서 북쪽으로 갈수록 깊어지는 판 경계면을 진원으로 잡고 있으며 일부는 육지 바로 아래 지역이기도 하다.
2010년 지진조사연구추진본부는 후지가와 하구 단층대가 스루가만의 해구형 지진과 연동하여 동시에 활동할 것이라 가정하여 도카이 지진이 후지강 하구 지진과 연동형 지진으로 일어날 수 있다고 발표하였다. 후지강 하구 단층대의 지진 확률은 30년 이내에 10-18%이며 연동형 지진일 경우 그 규모는 M8.0대에 달할 것이라 추정했다. 1854년 안세이 도카이 지진 당시에는 후지강 하구가 융기했다는 기록은 있으나 단층대 자체가 변화했는지에 대한 기록은 없어 알 수 없다.

### 슈퍼 도카이 지진
윗 문단에서 가정한 도카이 지진의 3배의 지각 변동을 일으키는 '슈퍼 도카이 지진'이 1,000년 주기로 일어날 수 있다는 주장도 나오고 있다. 일본 산업기술총합연구소 활단층 연구 센터와 홋카이도 대학 연구진이 공동으로 실시한 하마오카 원자력 발전소 인근 굴착 조사 결과 추정된  것으로 이 지진은 적어도 5000년에 3번 일어났으며 2,400년 전에 지진이 일어난 후에도 연대는 알 수 없으나 비슷한 지진이 일어난 적이 있었다고 발표했다.
하지만 오마에자키곶 근처의 대규모 융기는 메가스러스트가 아닌 판의 단층 활동으로 일어났을 가능성이 높다고 추정된다. 마찬가지로 무로토미사키곶의 대규모 해안단구의 형성도 판의 분기단층 때문인 것으로 추정된다.

### 21세기 이후 도카이 진원역의 주요 지진
2009년 8월 11일 오전 5시 7분(JST), 일본 시즈오카현 오마에곶 해역에서 규모 M6.5, 최대 진도 6약의 지진 (2009년 스루가만 지진) 이 일어났다. 이 지진은 도카이 지진의 예상 진원역에서 일어난 지진이라 도카이 지진과의 연관성이 거론되었다. 하지만 1979년 일본 기상청 내 '지진방재대책강화지역 판정위원회'가 수립된 이후 사상 최초로 지진 당일 열린 기상청 긴급임시회견에서 도카이 지진은 판 경계간 지진인데 반해 2009년의 지진은 침강해 들어간 필리핀해판 내에서 일어난 해양판 내 지진으로 도카이 지진과의 관련성은 없다고 결론내렸다.
2011년 8월 1일 23시 58분, 스루가만 해역에서 규모 M6.2, 최대 진도 5약의 지진 (2011년 스루가만 지진) 이 일어났다. 일본 기상청은 필리핀해판 내에서 일어난 판 내부 지진으로 도카이 지진과의 연관성은 없다고 발표했다.
2011년 8월 12일엔 엔슈나다에서 규모 M5.2, 최대 진도 2의 지진이 일어났다. 일본 기상청은 최초에는 진원 깊이는 14km 이하로 판 경계 또는 경계 부근의 판 내부에서 일어난 지진으로 도카이 지진의 매커니즘과 유사한 방식으로 일어났다고 발표했으나 이후 진원 깊이는 15km로 판 경계와 가까운 필리핀해판 내에서 일어난 판 내부 지진으로 정정하였다. 진원기구 분석 결과에서도 필리핀해 판의 섭입 침강 방향과 같은 역단층으로 되어 있다. 일본 방재과학기술연구소에서는 2009년 지진의 단층면 경사가 판의 섭입대 각도와 다르다는 점에서 판 경계형 도카이 지진은 아니라고 발표하였다.

### 동일본대지진으로 인한 지진 유발 가능성
2011년 3월 11일 도호쿠 지방 태평양 해역 지진으로 유발지진이 일어나는 가운데 도카이 지진에 영향을 줄 가능성에 대해 우려의 목소리가 나오기도 했다. 역사적으로는 규모 M8급의 산리쿠 해역 지진이 자주 관측되었으나 산리쿠 해역에 지진이 일어난 직후 도카이 지진이 일어났다는 기록은 없다. 가장 가까운 시기의 예에서도 869년 산리쿠 해역에 조간 지진이 일어난 지 18년 후에 887년 닌나 지진이 일어났으나 조간 지진이 닌나 지진을 유발시켰는지에 대해선 불분명하다.
또한, 판 구조론적 관점에서도 도카이 지진은 유라시아판과 필리핀해판 간의 경계인 난카이 해곡에서 일어나는 해구형 지진이지만, 도호쿠 지방 태평양 해역 지진은 북아메리카판과 태평양판의 경계인 일본 해구에서 일어나는 해구형 지진으로 두 지진이 껴 있는 판 자체가 다르다. 하지만 규모 M9급의 초거대지진이 판 사이 왜곡을 어떻게 해소하며 지진으로 인한 지각변동이 다른 판에 어떻게 영향을 미칠 지는 불분명하다.

## 같이 보기
- 스루가 해곡
- 난카이 해곡 거대지진